# Ambrose Lupo
Ambrose Lupo   (Milà - 1591) Ambrose, Ambrosius o Ambrosio, fou un músic de cort, compositor a la cort anglesa, del regnat d'Enric VIII a aquell d'Isabel I, i el primer d'una dinastia (Lupo),
de músics d'aquesta qualitat 
Es creu que va néixer a Milà, encara que ell i la seva família van viure a Venècia durant un temps just abans de ser cridats a Anglaterra. Ell i cinc violinistes més, entre ells Alexandro i Romano Lupo, van ser convocats a Anglaterra per Henry el novembre de 1540, per portar la música anglesa a la velocitat amb la música al continent. Ambrose, també conegut com a Lupus Italus i Almaliach, va ser el més veterà del grup.
Ambrose de Venecia va ser citat com a interpret de música de la Reina d'Anglaterra pel testimoniatge d'Orazio Cogno abans de la Inquisició de Venècia el 27 d'agost de 1577 pel que fa a la seva recent estada a Anglaterra amb Edward de Vere, 17è comte d'Oxford. Cogno va declarar que Ambroso té dos fills i s'havia casat a Anglaterra, tot i que, com Cogno va declarar haver escoltat, té una dona que viu a Venècia a qui envia diners. També va afirmar que Ambrose volia ensenyar-li la doctrina d'herejes i llegir llibres herètics.
Viure a la parròquia de St Alphege, Cripplegate, va ser concedit arrendaments a les terres valorant £ 20 el 1590 (en el qual el document va ser qualificat com "un dels majors dels músics de La seva Majestat per als vials") i a la badia de Cissel al maig de 1590. Va dotar a la reina Isabel I "una caixa de lute strynges" (un teixit brillant utilitzat per fer vestits) i "glas of swette water" (aigua fresca) en New Years Day 1577/8. Va morir a Londres.